# Y・O・U やまびこ音楽同好会
『Y・O・U やまびこ音楽同好会』（ユー やまびこおんがくどうこうかい）は、2013年（平成25年）11月30日の15:00-17:00に関西テレビ製作および放送されたスペシャルドラマ。関西テレビ放送開局55周年記念ドラマ。第33回日本照明家協会賞テレビ部門の大賞および文部科学大臣賞を受賞。主演の桐谷健太は本作が民放ドラマ初主演となる。

## あらすじ
売れないロック歌手が友人に頼まれ、代理教師として京都府の日本海沿いの田舎町にある天橋立高校に赴任。こんなワケあり教師が、様々な悩みを抱えた生徒たちと音楽を通じて心を通わせながら軽音楽部のクラブコンテスト「スニーカーエイジ」に出場することを目指す。

## キャスト
河野勇作
演 - 桐谷健太
中山香奈
演 - 中村ゆり
松戸幸四郎
演 - 菅田将暉
滝本寧音
演 - 井上苑子
今野勇作
演 - 鈴木亮平
野崎弘子（PTA会長）
演 - 山村紅葉
杉浦校長
演 - 桂ざこば
ライブハウスオーナー
演 - 松澤一之
取り立て屋
演 - 大浦龍宇一
レストランのオーナー
演 - 金山一彦
その他
演 - THE イナズマ戦隊、岸本華和、村川勁剛、小林拓也、柳本愛加、奥田悠、萩原早樹、吉音佳織、嘉村哲平、久保弥優、武内茜

## スタッフ
- 脚本 - 小林弘利
- 演出 - 木村弥寿彦
- 照明 - 金子宗央
- 音楽 - 園田涼（ソノダバンド）
- 主題歌 - 『喜びの歌』河野勇作（桐谷健太）×THE イナズマ戦隊
- エンディング曲 - 『君の旅路に桜が笑う』河野勇作（桐谷健太）×THE イナズマ戦隊
- プロデューサー - 木村弥寿彦、佐野拓水
- 製作 – 関西テレビ